# Морканаш
 Морканаш  — деревня в Звениговском районе Республики Марий Эл. Входит в состав Кужмарского сельского поселения.

## География
Находится в южной части республики Марий Эл на расстоянии приблизительно 21 км по прямой на север от районного центра города Звенигово.

## История
Деревня основана в 1923 году как выселок из деревни Нижние Памъялы. В 1926 году здесь было учтено 21 хозяйство, в 1933 году проживало 97 человек. В советское время работали колхозы «Янтарь» и имени Калинина.

## Население
Население составляло 60 человек (мари 100 %) в 2002 году, 50 в 2010.